# ネムノキ科
ネムノキ科 (Mimosaceae) はマメ科に近縁な科。クロンキスト体系では独立の科とするが、新エングラー体系やAPG植物分類体系のようにマメ科に入れてネムノキ亜科 (Mimosoideae) とすることも多い。
果実はマメ科と同様の豆果。花は放射相称で、花びらは小さく、おしべの方が目立つものが多い。おしべは多くは10本あるが、多数のものもある。まためしべはほとんどが1本であるが、ごく一部の種では数本ないし10数本に達する。小さい花が集まって頭状または穂状花序をなす。葉は細かい2回羽状複葉となるものが多い。多くは木本で、つる性のものもある。50属2000種ほどからなり、大部分が熱帯・亜熱帯に分布する。日本にはネムノキ（東北地方北部以南）、モダマ(榼藤子)（南西諸島）が自生し、ギンネムが亜熱帯地域に帰化している。モダマは長さ 1m ほどにもなる大きな果実で有名である。
アカシア属（俗にミモザとも呼ばれる；ニセアカシアは異なる）には観賞用に栽培されるものや アラビアゴムの原料とされるものがある。また「動く植物」として知られる オジギソウもよく栽培される。

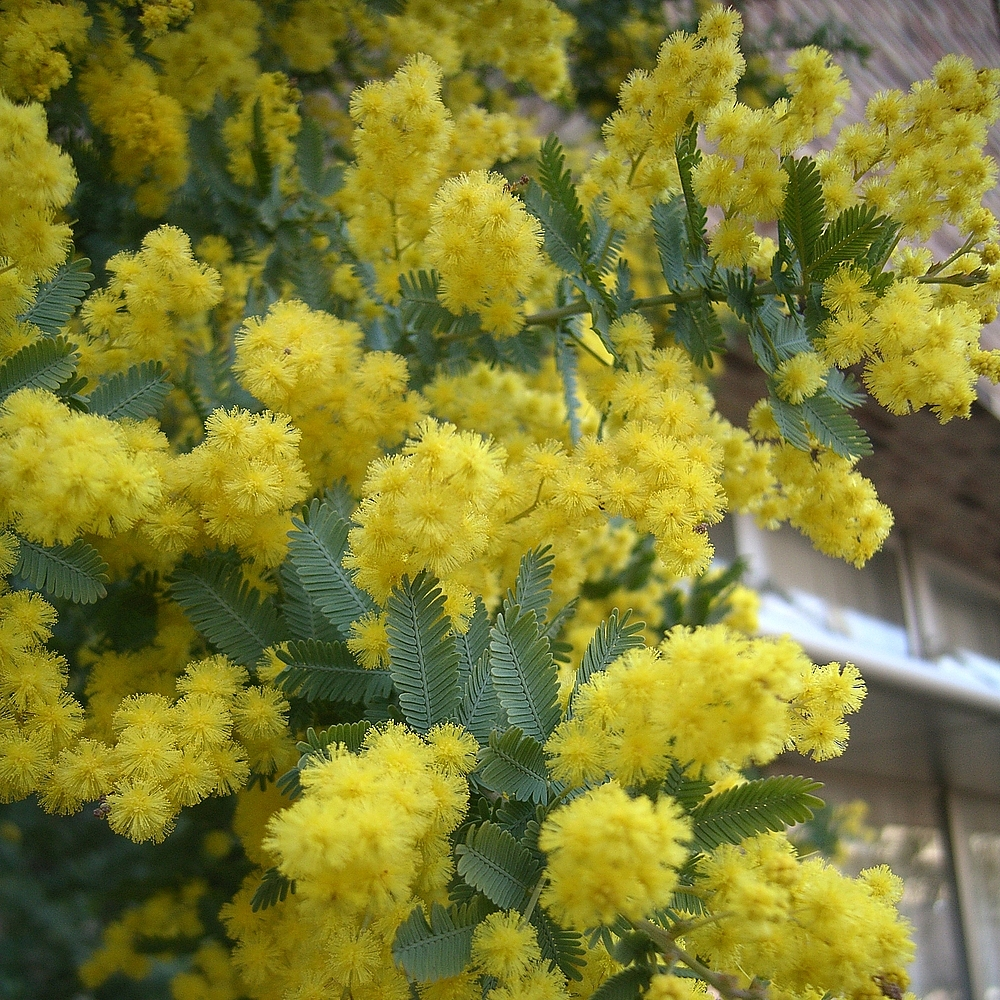
ギンヨウアカシア

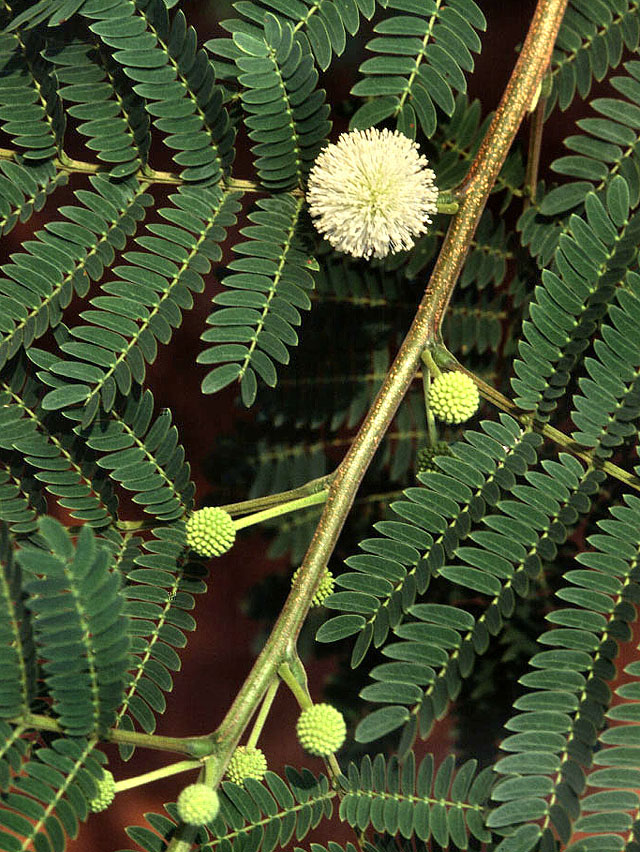
ギンネム

## おもな下位分類群
Acacieae アカシア連
- Acacia アカシア属　
  - Acacia spp. アカシア
  - A. baileyana ギンヨウアカシア
  - A. dealbata フサアカシア
  - A. farnesiana キンゴウカン（キンネム）
  - A. senegal アラビアゴムノキ

Mimoseae オジギソウ連
- Desmanthus アメリカゴウカン属
  - D. illinoensis イリノイバンドルフラワー
- Entada モダマ属
- Leucaena ギンネム属
  - L. leucocephala ギンネム（ギンゴウカン）
- Mimosa オジギソウ属
  - M. pudica オジギソウ

Ingeae ネムノキ連
- Albizia ネムノキ属
  - A. julibrissin ネムノキ
  - A. saman モンキーポッド（アメリカネムノキ）
- Archidendron アカハダノキ属
  - A. lucidum アカハダノキ
- Calliandra ベニゴウカン属
  - C. eriophylla ベニゴウカン

Parkieae パルキア連
- Parkia パルキア属
  - P. biglobosa ヒロハフサマメノキ
  - P. speciosa ネジレフサマメノキ
- Pentaclethra ペンタクレトラ属